# São Tomé (Lisboa)
São Tomé (Lisboa) foi um freguesia urbana da cidade de Lisboa, hoje parte do território da freguesia de São Vicente de Fora.
Por portaria de 26 de Outubro de 1835 foi permitido aos bispos anexar paróquias, nos termos do direito canónico. Tal levou a que a 17 de Outubro de 1836 a paróquia de São Salvador de Lisboa fosse anexada à de São Tomé. Este agrupamento foi posteriormente, a 1 de Fevereiro de 1856, integrado na freguesia de São Vicente, levando à efectiva extinção da freguesia.